# Liste der Naturdenkmale in Magdeburg
Die Liste der Naturdenkmale in Magdeburg nennt die im Gebiet der Stadt Magdeburg in Sachsen-Anhalt ausgewiesenen Naturdenkmale.

## Flächennaturdenkmale
| Code      | Bezeichnung                      | Lage                            | Beschreibung | Bild                   |
| --------- | -------------------------------- | ------------------------------- | ------------ | ---------------------- |
| FND0003MD | Koppelanger/Barleber Ziegelteich | 52° 11′ 10,4″ N, 11° 37′ 59″ O  |              |                        |
| FND0004MD | Olvenstedter Röthe               | 52° 8′ 32,9″ N, 11° 33′ 56,4″ O |              |                        |
| FND0005MD | Rauhes Loch                      | 52° 7′ 15,9″ N, 11° 42′ 46,9″ O |              |                        |
| FND0001MD | Schwarzkopfteich                 | 52° 7′ 25,3″ N, 11° 40′ 54,1″ O |              | Schwarzkopfteich       |
| FND0006MD | Steinbruch Planetenweg           | 52° 5′ 6″ N, 11° 35′ 48,5″ O    |              | Steinbruch Planetenweg |
| NDF0001MD | Sülzetal bei Barleben            | 52° 11′ 19,7″ N, 11° 37′ 53″ O  |              |                        |
| FND0002MD | Zipkeleber See / Gutspark        | 52° 6′ 12,5″ N, 11° 42′ 57,2″ O |              |                        |

## Einzelobjekte
| Code       | Bezeichnung                                                | Lage | Beschreibung | Bild                |
| ---------- | ---------------------------------------------------------- | ---- | ------------ | ------------------- |
| ND_0001MD  | Alte Eichenbestände in der Mauseburg                       |      |              |                     |
| ND_0002MD  | Doppeleiche im Herrenkrug                                  |      |              |                     |
| ND_0003MD  | Eiche nördlich des nördlichen Dammes des Herrenkrug-Parkes |      |              |                     |
| ND_0004MD  | Eiche am Norddamm des Herrenkrug-Parkes                    |      |              |                     |
| ND_0005MD  | Eiche in den Herrenkrugwiesen                              |      |              |                     |
| ND_0006MD  | Eiche in den Herrenkrugwiesen, Nähe Radfahrweg             |      |              |                     |
| ND_0007MD  | Rotbuche in den Herrenkrugwiesen                           |      |              |                     |
| ND_0008MD  | zwei Eichen am schwarzen Loch im Herrenkrug-Park           |      |              |                     |
| ND_0009MD  | Findling in Magdeburg-Stadtfeld (A.-Vater-Straße)          |      |              |                     |
| ND_0010MD  | Findling in Magdeburg-Reform                               |      |              |                     |
| ND_0011MD  | zwei Findlinge in Reform                                   |      |              |                     |
| ND_0012MD  | Bergahorn Magdeburg-Ottersleben                            |      |              |                     |
| ND_0013MD  | 2 Platanen in Magdeburg-Südwest                            |      |              |                     |
| ND_0014MD  | Platane in der Halberstädter Chaussee 23 a                 |      |              |                     |
| ND_0015MD  | Robinie Planetenweg                                        |      |              |                     |
| ND_0016MD  | Sumpfzypresse an der Klinke                                |      |              |                     |
| ND_0017MD  | Paulownie in Magdeburg Werder (Mittelstraße 12)            |      |              |                     |
| ND_0018MD  | Weißbunter Bergahorn in Magdeburg-Stadtfeld                |      |              |                     |
| ND_0019MD  | Ginkgobaum in Magdeburg Buckau                             |      |              |                     |
| ND_0020MD  | Platane an der Klinke                                      |      |              |                     |
| ND_0021MD  | Hirschkäfereichen                                          |      |              |                     |
| ND_0022MD  | Grauwacke Sternbad Olvenstedt                              |      |              | Steinbruch Sternbad |
| ND_0023MD  | Salzquelle Rotehornpark                                    |      |              | Salzquelle          |
| ND_0024MD_ | Stieleiche im Schlosspark Randau                           |      |              |                     |
| ND_0025MD  | Platane im Hof von Schloss Randau                          |      |              |                     |
| ND_0026MD  | Stieleiche bei Calenberge                                  |      |              |                     |
| ND_0028MD  | 2 Schwarzpappeln südwestlich Adolf-Mittag-See              |      |              |                     |